# Magdalena Titirici
Magdalena (Magda) Titirici (Bucareste, 24 de março de 1977) é uma química romena, professora do Imperial College London

## Formação e carreira
Titirici nasceu em Bucareste, onde estudou química na Universidade de Bucareste, graduando-se em 1999. Obteve um doutorado na Universidade Técnica de Dortmund em 2005. Titirici também trabalhou na Universidade de Mainz durante seus estudos de pós-graduação. Completou seus estudos de pós-doutorado no Max Planck Institute of Colloids and Interfaces, onde assumiu o cargo de lider de grupo. Obteve a habilitação em 2013 na mesma universidade. Titirici foi então para a Queen Mary Universidade de Londres em 2013 como reader, antes de ser promovida a professora em 2014. Em 2019 foi para o Departamento de Engenharia Química do Imperial College London.

## Prêmios e honrarias
- 2018 - Medalha Corday–Morgan[2]